# Sous le vent (chanson)
Pour les articles homonymes, voir Sous le vent.
Singles de Garou
Gitan
(2000) Que l'amour est violent
(2001)
Sous le vent est une chanson du chanteur québécois Garou en duo avec Céline Dion, figurant sur son premier album studio, Seul, sorti en 2000, et extraite en single en 2001.

## Historique
La chanson est écrite et composée par Jacques Veneruso qui écrira pour Céline Dion par la suite Tout l'or des hommes et Je ne vous oublie pas, entre autres.

## Classement
| Classement (2000-2001)                  | Meilleure position |
| --------------------------------------- | ------------------ |
| Belgique (Wallonie Ultratop 50 Singles) | 1                  |
| France (SNEP)                           | 1                  |
| Pays-Bas (Nederlandse Top 40)           | 78                 |
| Suisse (Schweizer Hitparade)            | 2                  |

## Certification
| Région                                                                                                 | Certification | Ventes/Streams |
| --- | ------------- | -------------- |
| France (SNEP)                                                                                          | Diamant       |                |
| *Ventes selon la certification ^Mise en rayon selon la certification xNon précisé par la certification |               |                |

## Reprises
- une reprise version franco-portugaise (Onde eu for) de Tony Carreira et Natasha St-Pier en février 2014[6], un clip a été tourné à Lisbonne au Portugal pour cette version[7].
- La chanson a aussi été reprise en 2010 par le groupe Katerine, Francis et ses peintres.
- La chanson fut reprise en 2021, par Magalie Vaé en duo avec Tihyad.

## Récompenses
- 2002 : Victoire de la chanson originale (interprètes : Garou et Céline Dion - auteur/compositeur : Jacques Veneruso - arrangeurs : Christophe Battaglia et Jacques Veneruso)
- 2002 : Nommée à la Chanson populaire de l'année aux Prix Félix